# Boysetsfire/Funeral for a Friend
Boysetsfire/Funeral for a Friend è uno split EP tra Boysetsfire e Funeral for a Friend, pubblicato il 9 maggio 2014 in Europa con etichetta End Hits Records e il 13 maggio negli Stati Uniti con etichetta No Sleep Records.
Nel disco, ognuna delle due band esegue una cover dell'altra band, stante la decennale amicizia che lega i due gruppi. I Boysetsfire hanno scelto di suonare 10.45 Amsterdam Conversations, contenuta nel primo EP dei gallesi Between Order and Model; i Funeral for a Friend hanno deciso per Rookie da After the Eulogy.

## Tracce
Lato A
1. 10.45 Amsterdam Conversations – 3:41

Lato B
1. Rookie – 4:15

## Edizioni

### Europa (End Hits Records)
- 500 copie color Chiaro (in vendita su internet)
- 500 copie color Oro (in vendita ai concerti delle due band)[1]

### USA (No Sleep Records)
- 20 copie di prova color Nero
- 1000 copie color Argento opaco
- 500 copie color Marrone opaco / Crema opaco
- 125 copie color Caffè con crema (esclusivamente per chi ha acquistato la 2014 vinyl subscription dell'etichetta)[1]

## Formazione

### Funeral for a Friend
- Matthew Davies-Kreye - voce
- Kris Coombs-Roberts - chitarra e voce di fondo
- Gavin Burrough - chitarra e voce di fondo
- Pat Lundy - batteria
- Richard Boucher - basso

### BoySetsFire
- Nathan Gray - voce
- Josh Latshaw - chitarra
- Chad Istvan - chitarra, voce
- Matt Krupanski - batteria
- Chris Rakus - basso
- Empty Design Coalition - Artwork
- Jesse B. Moore - Fotografia